# نرمون (بهمئي غرمسيري الشمالي)
نرمون (بالفارسية: نرمون) هي قرية تقع في إيران في قسم بهمئي غرمسیري الشمالي الريفي. يقدر عدد سكانها بـ 289 نسمة .